# Kurt Loder
Kurt Loder (født 5. maj 1945) er en amerikansk filmanmelder, forfatter, spalteskribent og en TV-personlighed. I 1980'erne var han redaktør på Rolling Stone